# 天津市口腔医院
天津市口腔医院，又称南开大学口腔医院，前身是始建于1947年的天津市立牙科病防治院，1956年更名为天津市口腔医院。1972年，重建门诊大楼。1992年，迁至大沽路原天津市立人民医院院址。目前，天津市口腔医院是一家口腔科专科三级甲等医院，隶属于天津市卫生健康委员会。

## 历史
1947年，天津市立牙科病防治院成立。1956年，天津市人民政府接管后，更名为天津市口腔医院。1972年，重建门诊大楼。1992年，迁至大沽路原天津市立人民医院院址（此处最早为马大夫纪念医院原址）。
2003年9月，天津市口腔医院内发现清光绪六年（1880）马大夫纪念医院落成时同步敬立的记载英国医生马根济在天津施医的经过的“马大夫医院建院纪念碑”。